# Grand Prix de Ouest France 1970
Il Grand Prix de Ouest-France 1970, trentacinquesima edizione della corsa, si svolse il 25 agosto 1970 su un percorso di 205 km, con partenza e arrivo a Plouay. Fu vinto dal francese Gianni Marcarini davanti ai connazionali Robert Bouloux e al francese Roland Beland.

## Ordine d'arrivo (Top 10)
| Pos. | Corridore          | Squadra               | Tempo    |
| ---- | ------------------ | --------------------- | -------- |
| 1    | Gianni Marcarini   | Peugeot-BP-Michelin   | 5h34'04" |
| 2    | Robert Bouloux     | Peugeot-BP-Michelin   | s.t.     |
| 3    | Roland Berland     | Bic                   | a 12"    |
| 4    | Daniel Perret      | Peugeot-BP-Michelin   | s.t.     |
| 5    | François Hamon     | Peugeot-BP-Michelin   | s.t.     |
| 6    | Alain Santy        | Bic                   | s.t.     |
| 7    | François Le Bihan  | UC Saint-Brieuc       | s.t.     |
| 8    | George Groussard   | Mercier-BP-Hutchinson | s.t.     |
| 9    | Claude Mazeaud     | Mercier-BP-Hutchinson | s.t.     |
| 10   | Jean-Claude Daunat | Peugeot-BP-Michelin   | s.t.     |